# Trận Dorylaeum (1097)
Trận Dorylaeum là trận đánh trong cuộc Thập tự chinh thứ nhất diễn ra vào ngày 1 tháng 7 năm 1097, giữa Thập tự quân và người Thổ Seljuk, trận đánh diễn ra ở gần thành phố Dorylaeum ở Anatolia.

## Bối cảnh
Quân viễn chinh rời Nicaea vào ngày 26 tháng 6 với một mối ngờ vực sâu sắc về người Byzantine, những người đã chiếm được thành phố Nicaea mà không thông báo với họ sau một cuộc bao vây dài. Để đơn giản hóa vấn đề vấn đề về vật tư, các đội quân Thập tự chinh đã chia thành hai nhóm, nhóm yếu hơn do Bohemund của Taranto, Tancred-, cháu trai của ông, Robert Curthose, Robert của Flanders, và Taticius, tướng của Byzantine trong đội tiên phong, và Godfrey của Bouillon, Baldwin của Boulogne, anh trai của ông, Raymond IV của Toulouse, Stephen, và Hugh của Vermandois ở phía sau.
Ngày 29 tháng 6, họ biết được rằng người Thổ Nhĩ Kỳ đã lên kế hoạch cho một cuộc phục kích ở gần Dorylaeum (Bohemund nhận thấy quân đội của mình bị đeo bám bởi trinh sát Thổ Nhĩ Kỳ). Lực lượng Thổ Nhĩ Kỳ bao gồm Kilij Arslan I và đồng minh của ông Hasan của Cappadocia, cùng với sự trợ giúp từ Danishmendids, dẫn đầu là hoàng tử Thổ Nhĩ Kỳ Ghazi ibn Danishmend, người Ba Tư và người Albania Kavkaz, con số khoảng 150.000 người theo Raymond của Aguilers (Fulcher của Chartres cho rằng con số này bị phóng đại quá đáng, thực tế chỉ khoảng 36.0000 người). Theo số liệu hiện đại thì con số này ở khoảng 25,000-30,000 người (thậm chí 6,000-8,000 người theo một số ước tính gần đây).
Ngoài một số lượng lớn không tham chiến, lực lượng của Bohemund có thể có khoảng 10.000 người, đa số là bộ binh. Và dường như có vẻ hợp lý rằng Bohemund có khoảng 8.000 lính bộ binh và 2.000 kỵ binh.
Vào tối ngày 30 tháng 6, sau một cuộc hành quân ba ngày, đội quân của Bohemund hạ trại trên một đồng cỏ ở bờ phía bắc của sông Thymbres, gần thị trấn Dorylaeum đổ nát (Nhiều học giả tin rằng đây là địa điểm của thành phố Eskişehir hiện đại).

## Trận đánh
Ngày 01 tháng 7, lực lượng của Bohemund bị bao quanh bị bởi quân đội của Kilij Arslan ở bên ngoài Dorylaeum. Godfrey và Raymond đã tách ra khỏi đội tiên phong tại Leuce, và quân Thổ Nhĩ Kỳ tấn công vào đội quân của Bohemund vào lúc bình minh một cách hoàn toàn bất ngờ, và bắn tên như mưa vào trại của Thập tự quân. Các hiệp sĩ của Bohemund đã nhanh chóng lên ngựa nhưng các cuộc phản công lẻ tẻ của họ đã không thể ngăn chặn được người Thổ. Người Thổ Nhĩ Kỳ phi ngựa vào trại, và chia cắt những người không có khả năng chiến trận, những lính bộ binh không có áo giáp, những người đã không thể chạy nhanh hơn những con ngựa Thổ Nhĩ Kỳ và đã quá bị mất phương hướng hoặc quá hoảng sợ để tạo thành đội hình chiến đấu. Để bảo vệ lính bộ binh không có áo giáp và những người không tham chiến, Bohemund ra lệnh cho các hiệp sĩ của mình và hình thành một tuyến phòng thủ và tập hợp lính bộ binh cùng với những người không tham chiến vào trung tâm của trại, những phụ nữ đóng vai trò như người chở nước trong suốt cuộc chiến. Lúc này Thập tự quân đã tạo được một đội hình chiến đấu và che chở được cho nhiều lính bộ binh và những người không thể chiến đấu hơn, nhưng nó cũng làm cho người Thổ Nhĩ Kỳ có thể cơ động dễ dàng trên chiến trường. Các cung kỵ Thổ Nhĩ Kỳ tấn công theo kiểu quen thuộc của họ – lao vào tấn công, bắn các mũi tên của họ và nhanh chóng rút lui trước khi quân viễn chinh có thể phản công. Các cung thủ gây được rất ít thiệt hại đến các hiệp sĩ được thiết giáp hạng nặng, nhưng họ đã gây ra tổn thất nặng nề cho ngựa và lính bộ binh không có áo giáp. Bohemund đã phải gửi sứ giả đến các đội quân Thập tự chinh khác và lúc này cố gắng chiến đấu để cầm cự cho đến lúc quân tiếp viện đến nơi và đội quân của ông đã bị buộc phải quay trở lại bờ của con sông Thymbris. Đầm lầy ở bờ sông bảo vệ quân Thập tự chinh khỏi bị quân cung kỵ tấn công vì mặt đất quá mềm để phi ngựa và các hiệp sĩ thiết giáp hình thành một vòng tròn để bảo vệ bộ binh và những người phục vụ chiến đấu khỏi bị trúng tên, nhưng người Thổ Nhĩ Kỳ tiếp tục cho các cung thủ của họ tiến lên, theo tài liệu chép lại có đến 2.000 cung kỵ đã xuống ngựa. Các hiệp sĩ của Bohemund đã nổi khùng, mặc dù có lệnh là phải giữ bình tĩnh, một số nhóm nhỏ các hiệp sĩ muốn bất ngờ phá vỡ hàng ngũ và tấn công, nhưng họ đã bị tàn sát hoặc bị buộc phải quay trở lại vì kỵ binh Thổ Nhĩ Kỳ đã quay trở lại vượt quá phạm vi hiệu lực của kiếm và tên của họ, trong khi chúng vẫn bắn vào họ những cơn mưa tên và giết chết rất nhiều ngựa của các hiệp sĩ. Và mặc dù áo giáp bảo vệ của các hiệp sĩ rất tốt một cơn mưa mũi tên bắn vào họ có nghĩa là một số sẽ trúng vào những điểm không được bảo vệ và cuối cùng, sau khi bị bắn trúng quá nhiều một hiệp sĩ sẽ gục ngã vì những vết thương của mình.
Ngay sau giữa trưa, Godfrey đã đến nơi với một lực lượng khoảng 50 hiệp sĩ, họ đã xông qua đội hình của người Thổ Nhĩ Kỳ để tăng viện cho Bohemund. Qua ngày các nhóm nhỏ quân tiếp viện đến nơi (cũng từ Raymond, Hugh và Godfrey), một số bị giết bởi người Thổ Nhĩ Kỳ, những người khác cố chiến đấu để đến được trại của Bohemund. Vì Thập tự quân đã bị mất hết ngựa, người Thổ Nhĩ Kỳ đã trở nên hung dữ và quân Thập tự chinh bị buộc phải lui từ bờ sông có đầm lầy vào các vùng nước nông. Tuy nhiên, Thập tự quân vẫn còn giữ được tổ chức và sau khoảng 7 giờ hỗn chiến, các hiệp sĩ của Raymond đã đến, họ phát động một cuộc tấn công bất ngờ vào cạnh sườn của quân Thổ Nhĩ Kỳ và làm cho người Thổ trở nên lộn xộn và cho phép quân Thập tự chinh tập hợp lại. Thập tự quân đã hình thành đội hình một dòng trận chiến với Bohemund, Tancred, Robert của Normandy và Stephen ở cánh trái, Raymond, Robert của Flanders ở trung tâm và Godfrey, Robert của Flanders và Hugh bên phải và họ cùng tiến lên để tấn công người Thổ Nhĩ Kỳ vừa hô to hodie omnes divites si Deo placet effecti eritis ("Ngày hôm nay Thiên Chúa rất hài lòng nếu tất cả các bạn sẽ trở nên giàu có"). Mặc dù sự tàn khốc của cuộc tấn công của Norman vào người Thổ Nhĩ Kỳ diễn ra một cách bất ngờ, họ đã không thể đánh gục người Thổ ngay lập tức, phải cho đến khi một lực lượng được chỉ huy bởi Đức Giám mục Adhemar của Le Puy-người thừa kế của giáo hoàng, đến nơi vào giữa buổi chiều, có lẽ cùng với Raymond trong đoàn tùy tùng, họ bí mật di chuyển xung quanh trận chiến qua ngọn đồi và vượt qua con sông, rồi tấn công ngang sườn vào các cung thủ ở bên trái và tấn công bất ngờ từ phía sau người Thổ Nhĩ Kỳ. Lực lượng của Adhemar đổ vào trại của người Thổ Nhĩ Kỳ và tấn công họ từ phía sau. Tất cả người Thổ Nhĩ Kỳ đều khiếp sợ khi nhìn thấy trại của họ bốc cháy và bởi sự tàn khốc và độ bền của các hiệp sĩ, vì áo giáp của các hiệp sĩ bảo vệ họ khỏi các mũi tên và che chắn cho họ khỏi bị thương từ ngay cả những nhát đâm, chém của gươm giáo và họ nhanh chóng bỏ chạy, bỏ lại trại của họ ở phía sau và buộc Kilij Arslan, vua Thổ phải rút lui khỏi chiến trường.

## Hậu quả
Quân viễn chinh đã thực sự trở nên giàu có, ít nhất là trong một thời gian ngắn, sau khi thu giữ được kho bạc của Kilij Arslan. Người Thổ bỏ trốn và Arslan quay sang mối quan tâm khác về các lãnh thổ phía đông của mình và quân viễn chinh có thể hành quân mà hầu như không bị kháng cự qua Anatolia để đến Antioch. Phải mất gần ba tháng để họ vượt qua Anatolia trong sự nắng nóng của mùa hè và vào tháng 10 họ bắt đầu cuộc bao vây thành phố Antiochia.